# Zachari Hrimèche
Zachari Hrimèche est un gymnaste artistique français, né le 17 janvier 1997 à Laval.

## Biographie
Son club d'origine est le Laval Bourny Gym et son club actuel est Gym Agrès Vélizy.
Il devient champion de France junior au concours général en 2014. Il est sélectionné en équipe de France pour les Jeux olympiques de la jeunesse à Nankin en 2014, où il atteint 4 finales, avec notamment une 4e place en barre fixe. Lors des Championnats d’Europe juniors la même année, il remporte une médaille d'argent à la barre fixe et une de bronze par équipes.
Il participe à sa première grande compétition senior lors des Championnats d'Europe 2015 à Montpellier, où il se classe 11e des qualifications au saut. L'année suivante, il remporte son premier titre national en 2016, au saut.
Lors des Championnats d'Europe 2016 à Berne, il réalise la meilleure performance des Français engagés, en se classant 5e au saut (14,949) pour sa 2e grande compétition internationale, à l'âge de 19 ans. Il se classe également 6e au concours général par équipes. La même année, il obtient aussi sa première médaille internationale lors d'une étape de Coupe de monde à Varna, avec l'argent au saut.
En 2017, il domine les Championnats de France en étant sacré champion au concours général et à la barre fixe, et vice-champion au saut et au sol. Il remporte aussi une nouvelle médaille en Coupe du monde, avec le bronze au saut à Bakou. Sélectionné pour les Championnats du monde à Montréal, il parvient en finale du saut, en se classant 5e des qualifications ; il termine finalement à la 7e place.

## Palmarès

### Championnats du monde
- Montréal 2017
  - 7e au saut (5e des qualifications)

### Championnats d'Europe
- Montpellier 2015
  - 11e des qualifications au saut (non qualifié pour la finale)

- Berne 2016
  - 5e au saut (4e lors des qualifications)
  - 6e au concours général par équipes

### Autres compétitions internationales
- Jeux olympiques de la jeunesse Nankin 2014
  - 4e à la barre fixe
  - 7e aux anneaux
  - 7e au sol
  - 8e au concours général individuel

- Coupe du monde 2015 à Ljubljana
  - 7e au saut (1er lors des qualifications)

- Coupe du monde 2016 à Varna
  -  médaille d'argent au saut
  - 7e au sol

- Coupe du monde 2016 à Anadia
  - 4e au saut

- Coupe du monde 2017 à Bakou
  -  médaille de bronze au saut

### Championnats de France
- Championnats de France Élite 2016 aux Mulhouse :
  -  médaille d'or au saut
  - 6e au sol
  - 6e au concours général individuel

- Championnats de France Élite 2017 aux Ponts-de-Cé :
  -  médaille d'or au concours général individuel
  -  médaille d'or à la barre fixe
  -  médaille d'argent au saut
  -  médaille d'argent au sol
  - 5e au cheval d'arçons
  - 7e aux barres parallèles